# Astaf
Astaf är en ort i Azerbajdzjan.   Den ligger i distriktet Daşkəsən Rayonu, i den västra delen av landet, 300 kilometer väster om huvudstaden Baku. Astaf ligger 1 624 meter över havet och antalet invånare är 361.
Terrängen runt Astaf är kuperad åt nordost, men åt sydväst är den bergig. Närmaste större samhälle är Yukhary-Dashkesan, 19,5 kilometer öster om Astaf. 
Trakten runt Astaf består till största delen av jordbruksmark. Runt Astaf är det ganska glesbefolkat, med 31 invånare per kvadratkilometer.